# دیسالوتوسور
دیسالوتوسور (نام علمی: Dysalotosaurus) نام یک سرده از راسته پرنده‌کفلان است.